# Macrobrachium hainananse
Macrobrachium hainananse är en kräftdjursart som först beskrevs av Rosa Parisi 1919.  Macrobrachium hainananse ingår i släktet Macrobrachium och familjen Palaemonidae. Inga underarter finns listade i Catalogue of Life.